# Natalia Małaszewska
Natalia Małaszewska, po mężu Korczyc (ur. 5 grudnia 1984 w Zgorzelcu) – polska koszykarka występująca na pozycjach rozgrywającej oraz rzucającej.

## Osiągnięcia
Drużynowe
- Finalistka Pucharu Polski (2011)
- Uczestniczka rozgrywek Eurocup (2010/11)
- Awans do PLKK (2005)

Indywidualne
- Zawodniczka, która poczyniła największy postęp w PLKK (2008 według eurobasket.com)[1]
- Zaliczona do składu najlepszych nowo przybyłych zawodniczek PLKK (2006 przez eurobasket.com)[1]
- Liderka:
  - w asystach:
    - PLKK (2008 – 5)[2]
    - I ligi (2015 – 6, 2017 – 6,4)[3][4]

  - strzelczyń I ligi (2015 – 20,2, 2017 – 21,5)[5][6]
- Uczestniczka konkursu rzutów za 3 punkty podczas meczu gwiazd (2014)[7]